# Santeri
Santeri ist ein finnischer männlicher Vorname. Er ist eine Kurzform des Namens Aleksanteri, einer Variante des Namens Alexander.

## Bekannte Namensträger
- Santeri Alatalo (* 1990), finnischer Eishockeyspieler
- Santeri Hostikka (* 1997), finnischer Fußballspieler
- Santeri Paloniemi (* 1993), finnischer Skirennläufer